# Teagan Quitoriano
Teagan Quitoriano (Salem, 15 marzo 2000) è un giocatore di football americano statunitense che milita nel ruolo di wide receiver per gli Houston Texans della National Football League (NFL).

## Carriera

### Houston Texans
Quitoriano al college giocò a football alla Oregon State University. Fu scelto nel corso del quinto giro (170º assoluto) nel Draft NFL 2022 dagli Houston Texans. Fu inserito in lista infortunati il 1º settembre 2022. Fu attivato poche ore prima della gara del giovedì sera contro i Philadelphia Eagles, in cui ricevette un passaggio da touchdown da 2 yard, la sua prima ricezione nella NFL. Nell'ultimo turno contro gli Indianapolis Colts ebbe tre ricezioni per 83 yard nella vittoria per 32–31. La sua stagione da rookie si chiuse con 7 ricezioni per 113 yard e 2 touchdown in 9 partite, di cui 6 come titolare.